# Spuren des Bösen: Schande
Schande ist ein deutsch-österreichischer Fernsehfilm von Andreas Prochaska aus dem Jahr 2014 und die vierte Folge der Krimireihe Spuren des Bösen mit Heino Ferch in der Hauptrolle. Sie basiert auf einem Buch von Martin Ambrosch.
Nachdem in dem Mietshaus, in welchem Polizeipsychologe Dr. Richard Brock wohnt, ein Feuer ausbricht und dabei ein Bewohner ums Leben kommt, muss auch Brock um sein Leben fürchten. Er wird von einem hoch intelligenten Psychopathen in eine Falle gelockt.

## Handlung
Polizeipsychologe Dr. Richard Brock entgeht in der Nacht nur knapp dem Feuer, das ein unbekannter Täter in dem Mietshaus gelegt hat, in dem Brock wohnt. Im dritten Stock wurde der Bewohner Lukas Gabner erschlagen und zur Verdeckung der Tat die Wohnung angezündet.
Brocks Freund, Klaus Tauber, nimmt den vorübergehend obdachlosen Brock bei sich auf. Da Brock das Opfer aus seiner Studienzeit kannte, stellt er Nachforschungen an, die ihn in die Wiener Vorstadt führen. Dort spricht ihn unerwartet ein Mann namens Gerald Pliem an, der ihm vor kurzem in einer seiner Vorlesungen aufgefallen war. Dort hatte er eine subtile Andeutung auf Brocks Verhältnis zu Paula Moser gemacht. Nun wird Pliem konkret und fordert von Brock, dass er ihn mit seinen psychischen Problemen behandeln soll. Obwohl Brock nicht mehr praktiziert, gibt er dem Drängen des Mannes nach, da dieser andeutet sonst Brocks Affäre mit Paula ihrem Mann verraten zu wollen.
Am Abend trifft sich Brock kurz mit Paula, um ihr von der Bedrohung zu berichten. Sie ist ebenso erschrocken darüber wie Brock und er rät ihr, ihrem Mann von ihrer Beziehung zu erzählen, um Pliem keinen Angriffspunkt gegen sie zu bieten. Doch Paula will ihre „heile“ Familie nicht gefährden und ihren Mann auf gar keinen Fall informieren. Auf dem Weg zu ihrem Auto wird Paula von einem anderen Wagen angefahren und mit lebensgefährlichen Verletzungen ins Krankenhaus gebracht. Brock, der in die andere Richtung gegangen war, hatte von dem Unfall gar nichts bemerkt und erfährt erst am nächsten Tag davon.
Am Morgen trifft Brock sich erstmals mit Pliem, der ihn zu sich nach Hause bittet. Er wohnt mit seiner sehr dominanten Mutter in einem kleinen Einfamilienhaus in der Vorstadt Wiens. Nur widerwillig hört sich Brock an, was ihm sein Klient zu sagen hat. Pliem berichtet von seiner Kindheit und seinem nicht sonderlich innigen Verhältnis zu seinem Vater. Seit dessen Tod gelang es Pliem angeblich nicht, beruflich klarzukommen. Seiner Mutter verheimlicht er bis heute, dass er kein abgeschlossenes Studium besitzt, sondern seit Jahren nur so tut, als wäre er ein erfolgreicher Arzt. Im Anschluss an diese erste Therapiesitzung begegnet Brock seinem Klienten erneut, als dieser bei der Polizei befragt wird. Pliem, dem ein reger telefonischer Kontakt mit dem Opfer nachgewiesen werden kann, weigert sich auszusagen und will nur mit seinem Therapeuten sprechen. Daher wird Brock dazu gebeten. Unter vier Augen gibt Pliem nun zu, Lukas Gabner angezündet zu haben. Paula, die an diesem Abend bei Brock gewesen war, hätte ihn gesehen, wie er gerade den Benzinkanister aus dem Auto geholt hätte. Brock befürchtet, dass Pliem Paula überfahren hat, um die unbequeme Zeugin zu beseitigen. Doch er kann dessen Geständnis nicht verwerten, weil er es ihm als seinen Therapeuten anvertraut hat. Darüber wird Brock maßlos wütend und greift Pliem körperlich an, der selbst am Boden liegend darum bittet, dass Brock ihm helfen möge. Für seine Unschuld spricht die Tatsache, dass Pliem sowohl für die direkte Tatzeit des Mordes an Gabner, als auch des Unfalls von Paula ein Alibi hat. Zudem besitzt er weder Führerschein noch Auto. Ohne Beweise kann Pliem nicht festgenommen werden. Um diese zu finden, sucht Brock seinen Klienten erneut zu Hause auf. Im Beisein von dessen Mutter räumt Brock ein, dass er eine Weile gebraucht hätte, um die Zusammenhänge zu begreifen: Pliem hatte in dem kultivierten und gebildeten Lukas Gabner eine Vaterfigur gefunden, zu der er aufblicken konnte. Gabner allerdings, da homosexuell veranlagt, sah in Pliem einen potenziellen Liebhaber, was Pliem aber nicht zulassen wollte. Brock ist jedoch davon überzeugt, das der gehemmte Pliem keinen Mord begehen könnte – sein energische Mutter allerdings schon. Er hält es auch für wahrscheinlich, dass sie seinerzeit ihren Mann umgebracht hat, weil dieser ihr untreu gewesen war und sich scheiden lassen wollte. So konkret darauf angesprochen, gibt sie zu, die Täterin zu ein. Sie hatte Gabner erschlagen, weil er ihrem Sohn zu nahe kommen wollte, und damit es keine Spuren gibt, hatte Pliem die Wohnung in Brand gesetzt. Dass Paula ihn mit dem Benzinkanister gesehen hatte, hatte er seiner Mutter erzählt, die dann erneut handelte. Pliem wandte sich dann an Brock, um sein Gewissen zu erleichtern. So in die Enge getrieben setzt Pliems Mutter Brock mit einem gezielten Schlag außer Gefecht. Ihr Sohn soll ihn töten, doch ersticht er am Ende seine Mutter. Pliem fühlt sich erleichtert und lässt den noch immer benommenen Brock im Haus zurück.
Während Brock im Krankenhaus ärztlich versorgt wird, ist Pliem verschwunden und es wird nach ihm gefahndet.

## Hintergrund
Die Dreharbeiten von Schande fanden vom 16. November bis zum 18. Dezember 2013 in Wien und Umgebung statt. Die deutsche Fernsehpremiere erfolgte am 19. Januar 2015 im ZDF.

## Rezeption

### Einschaltquote
Die deutsche Erstausstrahlung am 19. Januar 2015 im ZDF wurde von 5,64 Mio. Zuschauer gesehen, was einen Marktanteil von 17,2 Prozent ausmachte.

### Kritik
Rainer Tittelbach von Tittelbach.tv schrieb: „Der vierte Film aus der Reihe Spuren des Bösen ist noch minutiöser und entschleunigter, noch reduzierter und konzentrierter erzählt als seine Vorgänger. Mit seinem deutlichen Hang zum Existentialismus betont Schande das Alleinstellungsmerkmal dieser österreichischen, vom ZDF koproduzierten Thriller-Dramen, die ohne laute Psychologisierung auskommen. Die Blicke in die Seele bleiben angedeutet, Bilder dominieren die Worte.“
Die Kritiker der Fernsehzeitschrift TV Spielfilm vergaben die Beste Wertung (Daumen nach oben) und fanden, die „abgründige Story“ sei „fesselnd inszeniert“. Die urteilten: Fazit: „Finster, packend und klasse gespielt.“
Jochen Hieber von der FAZ urteilte: Spuren des Bösen–Schande „leidet zwar unter einigen Unstimmigkeiten, bleibt aber dennoch unwiderstehlich.“ „Der suchtnahen Sympathie, mit der man auch dieser neuen ‚Spur des Bösen‘ folgt, tut das letztlich keinen Abbruch. Zu dicht ist die Atmosphäre des Ganzen, zu überzeugend agieren die Schauspieler bis in die kleinsten Nebenrollen hinein - allein der Sekundenauftritt von Frau Tauber (Frieda Mühl), der Mutter des wie stets entwaffnenden Cafébetreibers Klaus Tauber (Gerhard Liebmann), lohnt das Einschalten. Und was Prochaskas Regie und Slamas Kamera dann in den letzten gut zwanzig Minuten vorführen, ist jenseits aller Logik einfach große Film- und Fernsehkunst: Wir sehen dem Eisberg Richard Brock beim Schmelzen in der Hölle von Hietzing zu - und staunen bewundernd.“
Für die Frankfurter Neue Presse wertete Ulrich Feld: „Es ist eine verstörende, kafkaeske Welt, die sich dem Zuschauer offenbart.“ „Geradezu quälend langsam hat Prochaska die Geschichte in Szene gesetzt, ohne dass auch nur ansatzweise das Gefühl von Leerlauf aufkommt.“ „Das stark zurückgenommene Spiel aller Beteiligten lässt nahezu jede Regung und jede Geste besonders bedeutsam erscheinen.“
Bei Kino.de schrieb: „Gediegen-bieder bei der dominanten Mama (erschreckend: Inge Maux) - ‚Psycho‘ lässt grüßen - wohnt der intelligente Psychopath Pliem, der Brock zum tödlichen Katz-und-Maus-Spiel zwingt. Fritz Karl zeigt sein ganzes schauspielerisches Können, arbeitet präzise die Doppelbödigkeit seiner Figur heraus und weiß trotz - oder vielleicht gerade wegen - ihrer verbrecherischen Seite zu faszinieren. Highlight des Films, der auf kluge Dialoge setzt und niemals geschwätzig wird, ist die rund halbstündige, klaustrophobische Schlusssequenz, die einem (Horror-)Trip gleicht.“